# Zomer (Bridge)
Zomer is een symfonisch gedicht van Frank Bridge uit 1914. Bridge was pacifist en zag met lede ogen de Eerste Wereldoorlog een aanvang nemen. Hij zou niet persoonlijk meestrijden in die oorlog, maar zag binnen zijn kennissenkring slachtoffers vallen. Om aan de ellende van die oorlog te ontsnappen vluchtte Bridge figuurlijk naar het platteland (hij woonde in Kensington) en schreef zijn compositie Zomer. Het werk laat wisselende maatsoorten zien en is verder opgeruimd van karakter. Bridge moest het werk zelf haar eerste uitvoering geven, op 13 maart 1916 was het zover in Queen's Hall. Het werk was goed maar onopvallend en verdween uit het repertoire. In 1923 dirigeerde Bridge in de Verenigde Staten en gaf commentaar op zijn eigen werk: "alleen als je de sfeer van het platteland kent, zal deze muziek indruk op je maken".
Tempi: Andante ben moderato – a tempo ben moderato e tranquillo – animato – tempo I ma poco tranquillo

## Orkestratie
- 2 dwarsfluiten waarvan 1 ook piccolo, 2 hobo's,1 althobo, 2 klarinetten, 1 basklarinet, 2 fagotten, 1 contrafagot
- 2 hoorns, 2 trompetten
- pauken, 1 man/vrouw percussie voor bekkens, celesta
- violen, altviolen, celli, contrabassen

## Discografie
- Uitgave Chandos: BBC National Orchestra of Wales o.l.v. Richard Hickox, opname uit 2002